# Огава (село)
Огава (яп. 小川村 Огава-мура) — село в Японии, находящееся в уезде Камиминоти префектуры Нагано. Площадь села составляет 58,07 км², население — 2821 человек (1 августа 2014), плотность населения — 48,58 чел./км².

## Географическое положение
Село расположено на острове Хонсю в префектуре Нагано региона Тюбу. С ним граничат города Нагано, Омати и село Хакуба.

## Население
Население села составляет 2821 человек (1 августа 2014), а плотность — 48,58 чел./км². Изменение численности населения с 1980 по 2005 годы:
| 1980 | 5132 чел. |  |
| 1985 | 4560 чел. |  |
| 1990 | 4133 чел. |  |
| 1995 | 3888 чел. |  |
| 2000 | 3620 чел. |  |
| 2005 | 3371 чел. |  |